# Liste der Staatsoberhäupter 1829
Übersicht
◄◄ | ◄ | 1825 | 1826 | 1827 | 1828 | Liste der Staatsoberhäupter 1829 | 1830 | 1831 | 1832 | 1833 | ► | ►►

Weitere Ereignisse

## Afrika
- Ägypten
  - Vizekönig: Muhammad Ali Pascha (1805–1848)

- Äthiopien
  - Kaiser: Gigar (1821–1826, 1826–1830)

- Burundi
  - König: Ntare IV. Rugamba (ca. 1796–ca. 1850)

- Dahomey
  - König: Gézo (1818–1856)

- Marokko
  - Sultan der Alawiden-Dynastie: Mulai Abd ar-Rahman (1822–1859)

- Ruanda
  - König: Mutara II. (1802–1853)

## Amerika

### Nordamerika
- Mexiko
  - Staats- und Regierungschef:
    - Präsident Guadalupe Victoria (1824–31. März 1829)
    - Präsident Vicente Guerrero (31. März–4. Dezember 1829)
    - Präsident José María Bocanegra (4. Dezember–23. Dezember 1829)
    - (übergangsweise) Pedro Vélez (23. Dezember–31. Dezember 1829)
    - Präsident Anastasio Bustamante (31. Dezember 1829–1832, 1837–1841)

- Vereinigte Staaten von Amerika
  - Staats- und Regierungschef:
    - Präsident John Quincy Adams (1825–4. März 1829)
    - Präsident Andrew Jackson (4. März 1829–1837)

### Mittelamerika
- Haiti
  - Staats- und Regierungschef: Präsident Jean-Pierre Boyer (1818–1843)

- Zentralamerikanische Konföderation
  - Costa Rica: Staatschef Juan Mora Fernández (1825–1833)
  - El Salvador:
    - Staatschef Mariano Prado (1826–30. Januar 1829)
    - Staatschef José María Cornejo (30. Januar 1829–1830)

  - Guatemala:
    - Staatschef Mariano de Aycinena y Piñol (1827–13. April 1829)
    - (provisorisch) Mariano Zenteno (13. April–30. April 1829)
    - Staatschef Juan Barrundia (30. April–23. August 1829)
    - Staatschef Pedro Molina Mazariegos (23. August 1829–1830)

  - Honduras:
    - Staatschef José Francisco Morazán Quezada (27. November 1827 – 7. März 1829 sowie 2. Dezember 1829 – 28. Juli 1830)
    - Staatschef Diego Vigil Cocaña (7. März 1829 – 2. Dezember 1829)

  - Nicaragua: ?

### Südamerika
- Bolivien
  - Staats- und Regierungschef:
    - (provisorisch) Pedro Blanco Soto (1828–1. Januar 1829)
    - (amtierend) José Miguel de Velasco (1. Januar–24. Mai 1829)
    - Präsident Andrés de Santa Cruz (24. Mai 1829–1839)

- Brasilien
  - Herrscher: Kaiser Peter I. (1822–1831)

- Chile
  - Staats- und Regierungschef:
    - (amtierend) Vizepräsident Francisco Antonio Pinto (1827–16. Juli 1829)
    - (übergangsweise) Francisco Ramón Vicuña (16. Juli–19. Oktober 1829)
    - Präsident Francisco Antonio Pinto (19. Oktober–2. November 1829)
    - (amtierend) Vizepräsident Francisco Ramón Vicuña (2. November–7. Dezember 1829)
    - Vorsitzender der Regierungsjunta José Tomás Ovalle (24. Dezember 1829–1830)

- Großkolumbien
  - Staats- und Regierungschef: Präsident Simón Bolívar (1827–1830)

- Paraguay
  - Staats- und Regierungschef: Konsul Gaspar Rodríguez de Francia (1814–1840)

- Peru (umstritten)
  - Staats- und Regierungschef:
    - Präsident José de La Mar (1827–7. Juni 1829)
    - Präsident Antonio Gutiérrez de la Fuente (7. Juni–1. September 1829)
    - Präsident Agustín Gamarra (1. September 1829–1833)

- Río de la Plata (heute Argentinien)
  - Staats- und Regierungschef: (vakant)
  - Gouverneur der Provinz Buenos Aires: General Juan Manuel de Rosas (1828–1832)

- Uruguay
  - Staats- und Regierungschef: ?

## Asien
- Abu Dhabi
  - Scheich: Shakhbut bin Dhiyab (1818–1833)
  - Scheich: Tahnun bin Shakhbut (1818–1833)

- Afghanistan
  - Emir: Abdul Wakil Panah Khan (1822–1839)
  - Emir: Dost Mohammed (1826–1839)

- Brunei
  - Sultan Omar Ali Saifuddin II. († 1852)

- China
  - Kaiser der Qing-Dynastie: Dao Guang (1821–1850)

- Japan
  - Kaiser: Ninkō (1817–1846)
  - Shōgun (Tokugawa): Tokugawa Ienari (1786–1837)

- Korea (Joseon)
  - König: Sunjo (1800–1834)

- Persien (Kadscharen-Dynastie)
  - Schah: Fath Ali (1797–1834)

- Thailand
  - König von Thailand: Rama III. (1824–1851)

## Australien und Ozeanien
- Hawaii
  - König: Kamehameha III. (Kauikeaouli) (1824–1854)

## Europa
- Andorra
  - Co-Fürsten:
    - König von Frankreich: Karl X. (1824–1830)
    - Bischof von Urgell: Simó de Guardiola i Hortoneda (1828–1851)

- Dänemark
  - König: Friedrich VI. (1808–1839) (1808–1814 König von Norwegen)

- Deutscher Bund
  - Österreich
    - Kaiser: Franz I. (1804–1835)

  - Preußen
    - König: Friedrich Wilhelm III. (1797–1840)
      - Staatskanzler: Carl Friedrich Heinrich Graf von Wylich und Lottum (1823–1841)

  - Fürstentum Anhalt-Bernburg
    - Herzog: Alexius Friedrich Christian (1796–1834) (bis 1807 Fürst)

  - Fürstentum Anhalt-Dessau
    - Herzog: Leopold IV. (1817–1871)

  - Fürstentum Anhalt-Köthen:
    - Herzog: Ferdinand Friedrich (1818–1830)

  - Baden
    - Großherzog: Ludwig I. (1818–1830)
      - Präsident des Staatsministeriums: Wilhelm Freiherr von Berstett (1820–1831)

  - Bayern
    - König: Ludwig I. (1825–1848)
      - Staatsminister: Georg Friedrich Freiherr von Zentner (1825–1832)

  - Braunschweig
    - Herzog: Karl II. (1815–1831)

  - Bremen
    - Bürgermeister: Johann Smidt (1821–1857)
    - Bürgermeister: Heinrich Gröning (1821–1839)
    - Bürgermeister: Simon Hermann Nonnen (1822–1847)
    - Bürgermeister: Johann Michael Duntze (1824–1845)

  - Frankfurt
    - Älterer Bürgermeister: Johann Peter Hieronymus Hoch (1829)

  - Hamburg
    - Bürgermeister: Wilhelm Amsinck (1802–1811, 1813–1831)
    - Bürgermeister: Johann Arnold Heise (1807–1811, 1813–1834)
    - Bürgermeister: Johann Heinrich Bartels (1820–1850)
    - Bürgermeister: Johann Daniel Koch (1821–1829)
    - Bürgermeister: Martin Garlieb Sillem (1829–1835)

  - Hannover (1815–1837 Personalunion mit Großbritannien)
    - König: Georg IV. (1820–1830)

  - Hessen-Darmstadt
    - Großherzog: Ludwig I. (1790–1830) (1790–1806 Landgraf)
      - Präsident des Gesamt-Ministeriums: Karl von Grolman (1821–1829)
      - Präsident des Gesamt-Ministeriums: Karl du Thil (1829–1848)

  - Hessen-Homburg
    - Landgraf: Friedrich VI. (1820–1829)
    - Landgraf: Ludwig (1829–1839)
      - Dirigierender Geheimer Rat: Carl Friedrich Emil Ibell (1828–1832)

  - Hessen-Kassel
    - Kurfürst: Wilhelm II. (1821–1847)

  - Hohenzollern-Hechingen
    - Fürst: Friedrich (1810–1838)

  - Hohenzollern-Sigmaringen
    - Fürst: Anton Aloys (1785–1831)

  - Holstein und Lauenburg (1815–1864 Personalunion mit Dänemark)
    - Herzog: Friedrich VI. (1815–1839)

  - Liechtenstein
    - Fürst: Johann I. Josef (1805–1836)

  - Lippe
    - Fürst: Leopold II. (1802–1851)

  - Lübeck
    - Bürgermeister: Christian Heinrich Kindler (1825, 1827, 1829, 1831, 1833, 1834, 1835, 1837, 1839, 1841, 1843)

  - Luxemburg (1815–1890 Personalunion mit den Niederlanden)
    - Großherzog: Wilhelm I. (1815–1840)

  - Mecklenburg-Schwerin
    - Großherzog: Friedrich Franz I. (1785–1837) (bis 1815 Herzog)
      - Geheimerratspräsident: August Georg Freiherr von Brandenstein (1808–1836)

  - Mecklenburg-Strelitz
    - Großherzog: Georg (1816–1860)
      - Staatsminister: August von Oertzen (1810–1836)
      - Staatsminister: Otto von Dewitz (1827–1848)

  - Nassau
    - Herzog: Wilhelm (1816–1839)
      - Staatsminister: Ernst Franz Ludwig Marschall von Bieberstein (1806–1834)

  - Oldenburg
    - Herzog: Peter Friedrich Ludwig (1823–1829) (1785–1823 Regent von Oldenburg; 1785–1803 Bischof von Lübeck)
    - Großherzog: Paul Friedrich August (1829–1853)
      - Staatsminister: Karl Ludwig Friedrich Josef von Brandenstein (1814–1842)

  - Reuß ältere Linie:
    - Fürst: Heinrich XIX. (1817–1836)

  - Reuß-Lobenstein-Ebersdorf
    - Fürst: Heinrich LXXII. (1822–1848)

  - Reuß-Schleiz
    - Fürst: Heinrich LXII. (1818–1848)

  - Sachsen
    - König: Anton (1827–1836)

  - Sachsen-Altenburg
    - Herzog: Friedrich (1826–1834)

  - Sachsen-Coburg und Gotha
    - Herzog: Ernst I. (1826–1844)
      - Staatsminister: Anton von Carlowitz (1826–1840)

  - Sachsen-Meiningen
    - Herzog: Bernhard II. (1803–1866)

  - Sachsen-Weimar-Eisenach
    - Großherzog: Carl Friedrich (1828–1853)

  - Schaumburg-Lippe
    - Fürst: Georg Wilhelm (1787–1860) (bis 1807 Graf)

  - Schwarzburg-Rudolstadt
    - Fürst: Friedrich Günther (1807–1867)

  - Schwarzburg-Sondershausen
    - Fürst: Günther Friedrich Karl I. (1794–1835)

  - Waldeck und Pyrmont
    - Fürst: Georg II. (1813–1845)
      - Regierungsdirektor: Burchard Christian von Spilcker (1823–1838)

  - Württemberg
    - König: Wilhelm I. (1816–1864)
      - Präsident des Geheimen Rats: Christian Friedrich von Otto (1821–1831)

- Frankreich
  - König: Karl X. (1824–1830)
    - Präsident des Ministerrates: Jean-Baptiste Sylvère Gay (1828–1829)
    - Präsident des Ministerrates: Jules de Polignac (1829–1830)

- Griechenland
  - Regent: Ioannis Kapodistrias (1828–1831)

- Italienische Staaten
  - Kirchenstaat
    - Papst: Leo XII. (1823–1829)
    - Papst: Pius VIII. (1829–1830)

  - Lombardo-Venetien (1815–1859/66 Personalunion mit Österreich)
    - König: Franz (1815–1835)

  - Lucca
    - Herzog: Karl Ludwig (1824–1847)

  - Massa und Carrara (fällt 1829 an Modena)
    - Herzogin: Maria Beatrice (1790–1829)

  - Modena und Reggio (bekommt 1829 Massa und Carrara)
    - Herzog: Franz IV. (1814–1846)

  - Parma, Piacenza und Guastalla
    - Herzogin: Marie-Louise (1814–1847)

  - San Marino
    - Capitani Reggenti: Luigi Giannini, Giacomo Antonio Tini (1. Oktober 1828–1. April 1829)
    - Capitani Reggenti: Camillo Bonelli, Pietro Zoli (1. April 1829–1. Oktober 1829)
    - Capitani Reggenti: Giuseppe Mercuri, Filippo Filippi (1. Oktober 1829–1. April 1830)

  - Sardinien
    - König: Karl Felix (1821–1831)

  - Königreich beider Sizilien
    - König: Franz I. (1825–1830)

  - Toskana
    - Großherzog Leopold II. (1824–1859)

- Monaco
  - Fürst: Honoré V. (1819–1841)

- Montenegro (bis 1878 unter osmanischer Suzeränität)
  - Fürstbischof (Vladika): Petar I. Petrović-Njegoš (1782–1830)

- Niederlande (1815–1890 Personalunion mit Luxemburg)
  - König: Wilhelm I. (1815–1840)

- Norwegen
  - König: Karl III. (1818–1844)

- Osmanisches Reich
  - Sultan: Mahmud II. (1808–1839)

- Portugal
  - König: Michael I. (1828–1834)

- Russland
  - Kaiser: Nikolaus I. (1825–1855)

- Schweden
  - König: Karl XIV. Johann (1818–1844) (1818–1844 König von Norwegen)

- Serbien (bis 1878 unter osmanischer Suzeränität)
  - Fürst: Miloš Obrenović (1817–1839, 1858–1860)

- Spanien
  - König: Ferdinand VII. (1808, 1813–1833)

- Ungarn
  - König: Franz I. (1792–1835) (1792–1806 Kaiser, 1792–1835 König von Böhmen, 1815–1835 König von Lombardo-Venetien, 1792–1797 und 1799–1800 Herzog von Mailand, 1792–1804 Erzherzog von Österreich, 1804–1835 Kaiser von Österreich)

- Vereinigtes Königreich
  - Staatsoberhaupt: König Georg IV. (1820–1830) (1811–1820 Regent, 1820–1830 König von Hannover)
  - Regierungschef: Premierminister Arthur Wellesley, 1. Duke of Wellington (1828–1830, 1834)

- Walachei (unter osmanischer Oberherrschaft)
  - Russische Militärverwaltung (1828–1834)